# راعي بقر صلب (فلم 2021)
راعي بقر صلب (بالإنجليزية: Concrete Cowboy) فيلم درامي أمريكي غربي لعام 2021 من إخراج ريكي ستوب، ومن سيناريو لستوب ودان والسر. الفيلم مأخوذ عن رواية «غيتو كاوبوي Ghetto Cowboy» للكاتب جريج نيري، والتي كانت مستوحاة من ثقافة ركوب الخيل الأمريكية الإفريقية الحضرية الحقيقية في فيلادلفيا، وعلى وجه الخصوص نادي فليتشر ستريت للفروسية. الفيلم من بطولة إدريس إلبا، وكاليب ماكلولين، وجاريل جيروم. في حين أن الفيلم خيالي تمامًا، يلعب العديد من الأعضاء الحقيقيين في مجتمع ركوب الخيل في شارع فليتشر شخصيات داعمة تعطي صوتًا للقضايا الحقيقية التي يواجهها المجتمع. تم عرض فيلم راعي بقر صلب لأول مرة في العالم في مهرجان تورونتو السينمائي الدولي في 13 سبتمبر 2020، وتم إصداره رقميًا على نتفليكس في 2 أبريل 2021.

## طاقم التمثيل
كاليب ماكلولين: في دور كول
إدريس إلبا: في دور هارب
جاريل جيروم: في دور سماش
بايرون باورز: في دور روما
لورين توسان: في دور نيسي
كليفورد «ميثود مان» سميث: في دور ليروي
إيفانا مرسيدس: في دور إيشا
ديفيني يونج: في دور ترينا
جميل براتيس: في دور باريس
باتريك مكديد: في دور مسؤول المدينة
مايكل تابون: في دور جالين
ليز بريستلي: في دور اماهلي
ديفين يونغ: في دور ترينا
بالاشتراك مع: سوين تيميل - جينيفر بتلر - كريستوف برودور - ثاديوس كالينوسكي - تشارلز دبليو هاريس - دومينيك جاكسون - ياسمين ليلاني كايل

## أحداث الفيلم
يواجه كول (كاليب ماكلولين) الفتى البالغ من العمر 15 عامًا مشاكل في مدرسته في ديترويت، لذلك ترسله والدته إلى فيلادلفيا للعيش مع والده المنفصل هارب (إدريس إلبا). يجد كول حصانًا يقف في غرفة المعيشة، والثلاجة، والخزائن فارغة. يدعي كول إنه سيبقى لليلة واحدة فقط، ويلتقى بابن عمه الأكبر سماش (جاريل جيروم)، الذي يحضر له بعض الطعام. يخبر كول من حوله، أنه يريد تعلم كيفية الركوب، ويخبره سماش، أنه يجب عليه أولاً المساعدة في الأعمال الأخرى. يقضي كول اليوم في تجريف السماد، ويتعلم أن الكشك الذي كان ينام فيه في الليلة السابقة كان مع حصان اسمه بو، لم يتمكن أحد من ترويضه. يواصل كول قضاء الوقت في الاسطبلات. يتعلم كول من سماش الكثير، ويعرف انه اعتاد أن يكون متسابقًا أيضًا، لكنه بدأ في تجارة المخدرات من أجل توفير المال لشراء مزرعة في الغرب. ذات ليلة، يكتشف كول ان الحصان بوو مفقود، ويجده الدراجون في ملعب بيسبول في الحي، ويخبره هارب أنه الوحيد الذي يمكنه جعل بو يهدأ.
يجري كول وسماش صفقة مخدرات سيئة، وتطاردهم الشرطة ولكنهم تمكنوا من الفرار، ويقول سماش إنهم قريبون جدًا من امتلاك ما يكفي من المال للانتقال إلى الغرب، لكن كول يعرب عن أنه انتهى من تلك الحياة. تصل مراقبة الحيوان للاستيلاء على جميع الخيول بسبب شكاوى الجيران، ويقول هارب أنه لا يوجد شيء يمكنهم فعله، ويصفه كول بالجبن، ويقرر العودة إلى سماش. يخرج كول وسماش في صفقة مخدرات أخرى، ويتم إطلاق النار على سماش، بينما ينجح كول في الفرار. تقتحم الشرطة، في تلك الليلة، الاسطبلات البلدية، ويتم الاحتفاظ بخيولهم. يتوجه الجميع إلى قبر سماش حيث يضع كول زوجًا من أحذية رعاة البقر على التراب. يشاهد الجميع الإسطبلات وهي تهدم، لكن هارب إنهم سيستمرون في الركوب حتى بدون إسطبلاتهم. تعود والدة كول إلى فيلادلفيا، ويشكرها هارب لإرسالها كول للعيش معه.

## الإنتاج
أُعلن في أغسطس 2019، أن إدريس إلبا، وكالب ماكلولين، وجاريل جيروم، ولورين توسان، وبايرون باورز، وميثود مان قد انضموا إلى طاقم الفيلم، حيث يقوم بالإخراج ريكي ستوب في أول ظهور له في فيلم روائي طويل من سيناريو كتبه هو، ودان وازلر مبني على رواية غيتو كاوبوي لجريج نيري. عمل إلبا ولي دانيلز كمنتجين للفيلم. تمت كتابة دور «اماهلي» في الأصل لتكون مدمنًة على المخدرات، وعندما اختبرت ليز بريستلي للقيام بالدور، قامت بالبقاء بضعة أيام بدون نوم ليبدو أدائها قابلاً للتصديق، ثم اعيد كتابة الشخصية لاحقًا لتصبح ممرضة.
بدأ التصوير في شمال فيلادلفيا في أغسطس 2019. جاء ستوب في الأصل بفكرة الفيلم بعد أن شاهد رجلاً يركب حصانًا في أحد شوارع فيلادلفيا، مما دفعه إلى البحث في نادي فليتشر ستريت للفروسية واكتشاف كتاب نيري.

## صدور الفيلم واستقباله
كان من المقرر أن يتم عرض الفيلم لأول مرة عالميًا في مهرجان تيلورايد السينمائي في سبتمبر 2020، قبل إلغائه بسبب جائحة كوفد 19، ثم أقيم العرض العالمي الأول للفيلم في مهرجان تورونتو السينمائي الدولي في 13 سبتمبر 2020. حصلت شركة نتفيلكس، في أكتوبر 2020، على حقوق توزيع الفيلم، وإصداره في عام 2021، وفي مارس 2021، أُعلن أن الفيلم سيصدر في 2 أبريل 2021.
منح موقع الطماطم الفاسدة الفيلم تقييماً مقداره 80% بناءاً على آراء 118 ناقداً سينمائياً، وكتب إجماع نقاد الموقع: «التمثيل جيد، والإخراج قوي، ومن الطراز القديم، مع قصة أب وابنه في ركن غير مرئي من الثقافة الأمريكية».
منح موقع ميتاكريتيك الفيلم تقييماً مقداره 67% بناءاً على آراء 33 ناقداً.
كتب موقع الناقد روجر إيبرت: «هناك شيء ممتع حول مشاهدة هذه المجموعة القوية من الممثلين وهي تتفاعل مع بعضها البعض، لكن نص المخرج ريكي ستوب لا يمنحهم ما يكفي للعمل به، حيث يلجأ إلى الاستعارات الواضحة، والحوار الرقيق عندما تحتاج هذه القصة إلى شيء أكثر واقعية. هناك لحظات بارزة كافية، معظمها لحظات تتسكع فيها الشخصيات حول نار المخيم وتتحدث، لكن قصة بلوغ سن الرشد تبدو مصنعة في كل منعطف».
كتب جريك ويلر على موقع خبير المراجعة: «إذا تمكنت من الدخول إلى هذا الفيلم بقليل من الصبر، فإنه يكافئك برحلة لائقة، وإن كانت وعرة»، ومنح الفيلم سبعة ونصف من أصل عشرة.
حصل الفيلم على جائزة «مخرجين لنشاهدهم» في مهرجان بالم سبرينغز السينمائي الدولي 2021، وتسلمها المخرج ريكي ستوب.

## روابط خارجية
- مقالات تستعمل روابط فنية بلا صلة مع ويكي بيانات